# Berdeniella elkeae
Berdeniella elkeae és una espècie d'insecte dípter pertanyent a la família dels psicòdids que es troba a Europa, incloent-hi Itàlia i Àustria.